# Federico Mateos
Federico Joel Mateos (ur. 28 marca 1993 w Boulougne Sur Mer) – argentyński piłkarz występujący na pozycji środkowego pomocnika, od 2018 roku zawodnik chilijskiego Ñublense.